# Думе
Думе (порт. Dume)  —  район (фрегезия) в Португалии,  входит в округ Брага. Является составной частью муниципалитета  Брага. Находится в составе крупной городской агломерации Большое Минью. По старому административному делению входил в провинцию Минью. Входит в экономико-статистический  субрегион Каваду, который входит в Северный регион. Население составляет 3081 человек на 2001 год. Занимает площадь 4,34 км².
Покровителем района считается святой Мартин Думийский (порт. São Martinho de Dume), «апостол Галисии».

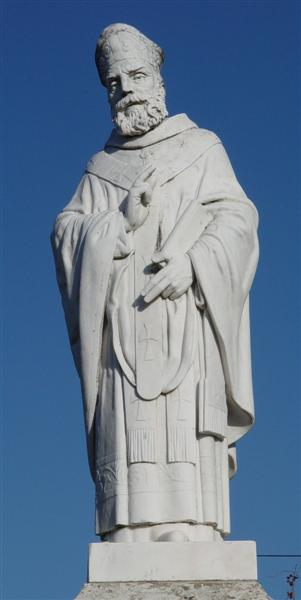
Памятник Мартину Думийскому